# Torrente Fiumetto e Pizzo d'Uncina
Torrente Fiumetto e Pizzo d'Uncina este o arie protejată (arie specială de conservare — SAC, sit de importanță comunitară — SCI) din Italia întinsă pe o suprafață de 1.516 ha, integral pe uscat.

## Localizare
Centrul sitului Torrente Fiumetto e Pizzo d'Uncina este situat la coordonatele 38°00′57″N 14°47′16″E / 38.015833°N 14.787778°E.

## Înființare
Situl Torrente Fiumetto e Pizzo d'Uncina a fost declarat sit de importanță comunitară în septembrie 1995 pentru a proteja 1 specie de plante și 8 specii de animale. Situl a fost protejat și ca arie specială de conservare în martie 2017.

## Biodiversitate
Situată în ecoregiunea mediteraneană, aria protejată conține 12 habitate naturale: Păduri panonice-balcanice de stejar turcesc - stejar sesil, Râuri mediteraneene cu debit permanent cu specii de Paspalo-Agrostidion și galerii riverane de Salix și de Populus alba, Pseudostepă cu ierburi și specii anuale de Thero-Brachypodietea, Tufărișuri termo-mediteraneene și de pre-deșert, Păduri de Castanea sativa, Păduri de Quercus ilex și Quercus rotundifolia, Pante stâncoase calcaroase cu vegetație casmofită, Păduri de stejar alb estice, Fânețe de joasă altitudine (Alopecurus pratensis, Sanguisorba officinalis), Păduri mediteraneene de Taxus baccata, Liziere de ierburi înalte hidrofile de câmpie și de nivel montan până la alpin, Păduri de fag din Apenini cu Taxus și Ilex.
La baza desemnării sitului se află mai multe specii protejate:
- plante (1): Petagnaea gussonei
- păsări (7): Alectoris graeca whitakeri, acvilă de munte (Aquila chrysaetos), șoim călător (Falco peregrinus), vulturul pleșuv sur (Gyps fulvus), gaia neagră (Milvus migrans), gaia roșie (Milvus milvus), viespar (Pernis apivorus)
- nevertebrate (1): Euplagia quadripunctaria

Pe lângă speciile protejate, pe teritoriul sitului au mai fost identificate 21 de specii de plante, 3 specii de amfibieni, 88 de specii de nevertebrate, 10 specii de reptile.